# Ochrocalama xanthia
Ochrocalama xanthia är en fjärilsart som beskrevs av George Francis Hampson 1905. Ochrocalama xanthia ingår i släktet Ochrocalama och familjen nattflyn. Inga underarter finns listade i Catalogue of Life.